# Plouzévédé
Plouzévédé (bretonsko Gwitevede) je naselje in občina v severozahodnem francoskem departmaju Finistère regije Bretanje. Naselje je leta 2008 imelo 1.606 prebivalcev.

## Geografija
Kraj leži v pokrajini Pays de Léon ob reki Guillec, 44 km severovzhodno od Bresta.

## Uprava
Plouzévédé je sedež istoimenskega kantona, v katerega so poleg njegove vključene še občine Cléder / Kleder, Plouvorn, Saint-Vougay / Sant-Nouga, Tréflaouénan / Trelaouenan in Trézilidé / Trezilide z 9.025 prebivalci.
Kanton Plouzévédé je sestavni del okrožja Morlaix.

## Zanimivosti
- Kapela Notre-Dame de Berven (1567-1575), francoski zgodovinski spomenik,
- Cerkev sv. Petra in Mihaela iz 17. do 19. stoletja,

## Pobratena mesta
- Saillagouse (Pyrénées-Orientales, Languedoc-Roussillon);